# 세토시
세토시(일본어: 瀬戸市)는 일본 아이치현 북중부에 있는 도시이다.
야다강의 지류인 세토강이 이루는 계곡에 위치하고 나고야 도심에서 북동쪽으로 약 18km, 나고야 철도 세토선의 종점(오와리세토역)에 해당한다. 또 시내 서부에는 아이치 환상 철도가 종단하고 있다. 이 때문에 오카자키시나 도요타시, 가스가이시로의 접근성도 좋다. 도카이 환상도의 인터체인지가 있어 공업단지와 주택지 개발이 진행되고 있다.
일본의 유수한 도자기인 세토 도자기의 생산지로 알려져 있으며 시내에 점재하는 광산에서는 도자기·유리의 원료가 되는 점토·규사가 산출된다. 시의 주산업인 요업은 최근에 침체가 계속되어 관련 공장 수는 최전성기의 반 정도까지 감소했다. 요업 관련 공장 부지의 철거지에는 맨션이 건설된 경우가 많다. 또 광산 관련 산업은 수입 점토·규사 등에 밀려 침체하고 있다.
주쿄 광역권 및 아이치현 지역 방송의 디지털 텔레비전 방송을 송신하는 세토 디지털 타워가 시 남부에 있다. 2005년 3월에는 2005년 세계 박람회가 나가쿠테정과 세토시의 두 회장에서 개최되었다. 매년 9월 둘째 주 토요일, 일요일에 개최되는 "세토 도자기 축제"는 일본 최대급 도기의 염가 판매를 하는 곳으로 매년 약 50만 명의 인파로 활기찬 세토시 최대의 이벤트이다.

## 지리
오와리 구릉의 일각에 위치하며 중심부에는 동서로 세토강이 흐르고 구시가지와 관공서, 철도 등이 집중한다. 북부, 동부, 남동부는 산지이다. 특히 남동부에는 해상의 숲(가이쇼노모리)이 있다. 남부는 시내 최대의 주택지인 히시노 단지가 있고 북서부에는 미즈노 단지가 있다.

### 인접한 자치체
- 아이치현
  - 나고야시(모리야마구)
  - 가스가이시
  - 오와리아사히시
  - 도요타시
  - 나가쿠테시

- 기후현
  - 다지미시
  - 도키시

## 역사
10세기 무렵부터 도자기 제작이 시작되었다고 여겨지며 가마쿠라 시대에 양질의 흙이 생산되는 이곳에서 가토 가게마사가 도기 제조를 시작하였다. 에도 시대에는 오와리번의 직할령이 되었고 세토에서 나는 도기 제조는 번의 독점 산업이 되었다.
18세기 후반이 되자 도기가 자기에 밀리기 시작하면서 가토 다미키치가 히젠에서 자기를 배워 세토에서 자기 제조가 시작되었다. 요업은 메이지 시대가 되면서 더욱 활발해져 융성하였고 철도나 버스 등 교통 기반의 정비가 진행되어 인구도 증가하였다. 1888년에 정촌제 시행과 함께 세토촌이 탄생하였고, 1892년 정으로 승격, 1929년 10월 1일에 시로 승격해 세토시가 되었다.
이후 대공황과 제2차 세계 대전을 거치며 부침은 있었지만 장기적으로 보면 제조업으로서의 요업은 계속 점차 쇠퇴하고 있다. 현재는 나고야시의 주택 지역화가 진행되었고 요업은 관광 자원으로 위상을 높이고 있다. 또 염원하던 고속도로 IC도 개통해 공업단지 등에 기업 유치를 적극적으로 행하고 있다.

## 교통

### 철도
- 나고야 철도 세토선
- 아이치 환상 철도 아이치 환상 철도선

### 도로
- 도카이 환상 자동차도
- 국도 155호선
- 국도 248호선
- 국도 363호선

## 인구
| 연도 | 인구    | ±%     |
| ---- | ------- | ------ |
| 1940 | 64,793  | —      |
| 1950 | 68,415  | +5.6%  |
| 1960 | 82,101  | +20.0% |
| 1970 | 92,681  | +12.9% |
| 1980 | 120,774 | +30.3% |
| 1990 | 126,340 | +4.6%  |
| 2000 | 131,650 | +4.2%  |
| 2010 | 132,240 | +0.4%  |

## 자매 도시
- 중화인민공화국 장시성 징더전시
- 프랑스 오트비엔주 리모주
- 튀니지 나뵐주 나뵐
- 대한민국 경기도 이천시